# Stechender Mäusedorn
Der Stechende Mäusedorn (Ruscus aculeatus), auch Stacheliger Mäusedorn oder Dornmyrte genannt, ist eine Pflanzenart aus der Gattung der Mäusedorne (Ruscus) innerhalb der Familie der Spargelgewächse (Asparagaceae). Sie ist vor allem im Mittelmeerraum sowie bis Vorderasien heimisch.

## Beschreibung

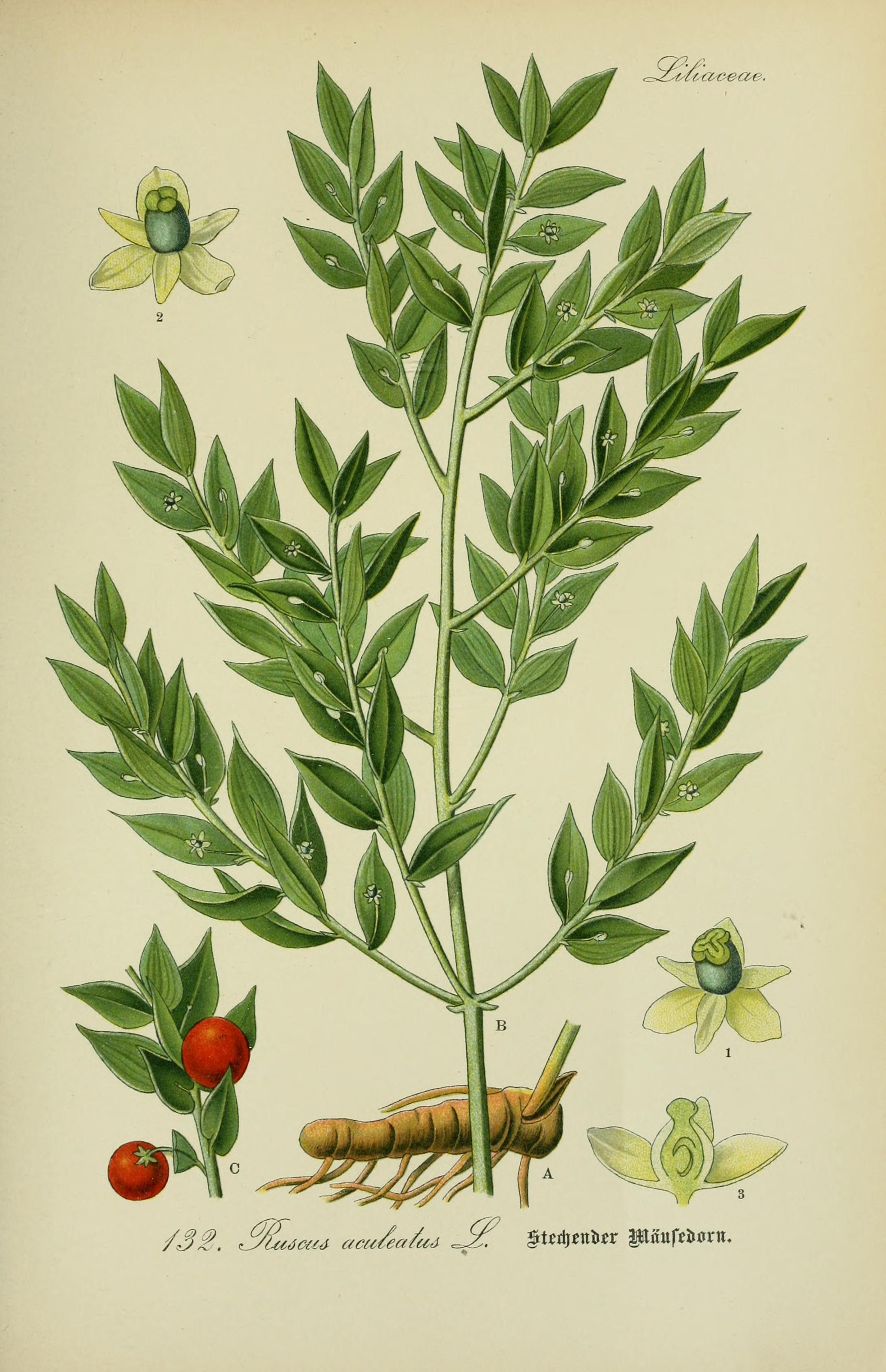
Illustration aus Prof. Dr. Thomé's Flora von Deutschland, Österreich und der Schweiz, in Wort und Bild, für Schule und Haus; mit ... Tafeln ... von Walter Müller, Tafel 132. 1) männliche Blüte, 2 und 3) weibliche Blüte

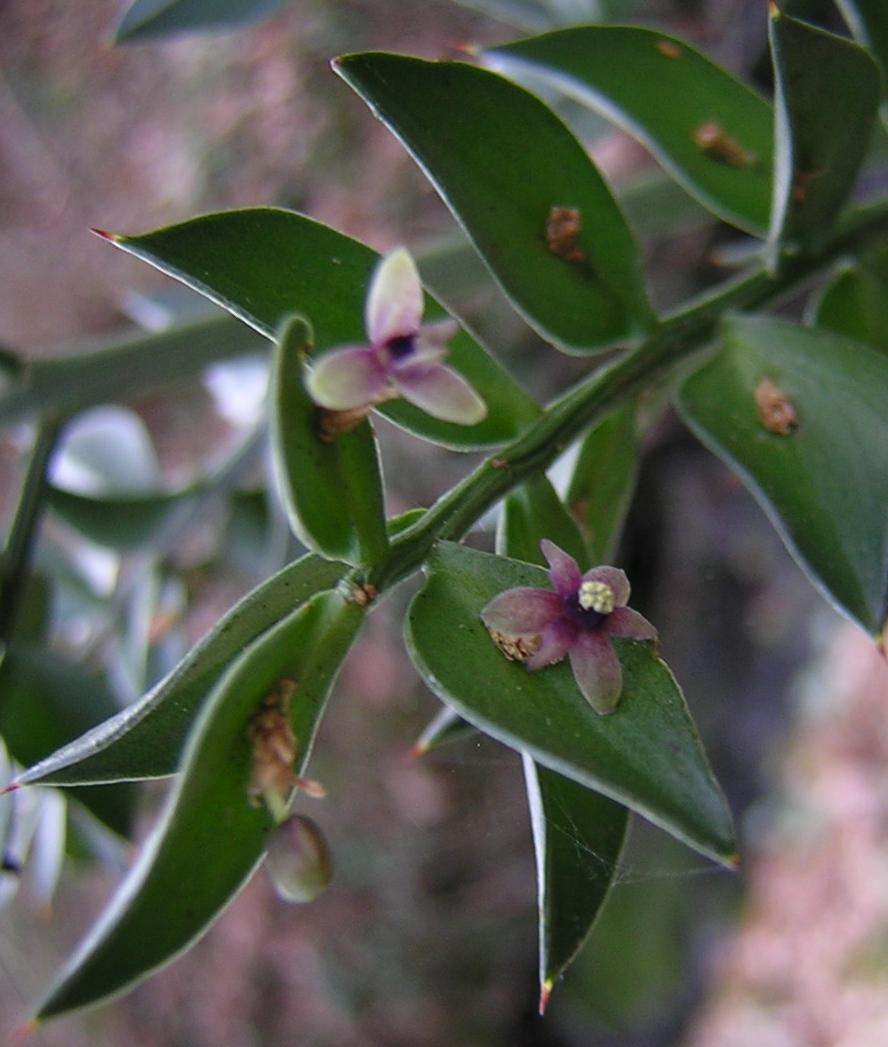
Habitus und Blüten

### Vegetative Merkmale
Der Stechende Mäusedorn ist ein immergrüner Halbstrauch, der Wuchshöhen von 20 bis 80, selten bis zu 90 Zentimetern erreicht. Bei den scheinbaren Blättern von Ruscus aculeatus handelt es sich um sogenannte Phyllokladien, flächig verbreiterte Kurztriebe. Sie sind zweizeilig angeordnet, eiförmig und starr mit einer deutlichen Nervatur, bis zu 2,5 Zentimeter lang, ganzrandig und verjüngen sich zu einer schmalen, stechenden Stachelspitze. Die eigentlichen Blätter von Ruscus aculeatus sind klein, schuppenartig, bräunlich häutig und dreieckig bis lanzettlich.

### Generative Merkmale
Ruscus aculeatus ist meist zweihäusig diözisch, seltener andromonözisch oder trimonözisch. Die Blütezeit reicht von März bis Mai. Die Blüten und Früchte stehen meist einzeln auf den Phyllokladien im unteren Teil, welche aus den Achselknospen der Schuppenblätter hervorgehen.
Die funktionell eingeschlechtliche oder zwittrige, kurz gestielte, dreizählige Blüte ist radiärsymmetrisch mit einfacher Blütenhülle. Die grünliche bis gelbliche, meist purpur gefleckte Blütenhülle in zwei ungleichen Kreisen ist klein, bis zu 2–3 Millimeter breit, die inneren Blütenhüllblätter sind deutlich kleiner, schmäler als die äußeren. Die 3 Staubblätter oder 6 Staminodien sind in einer fleischigen Röhre verwachsen. Der Fruchtknoten mit großer, sitzender Narbe oder der reduzierte Pistillode ist oberständig.
Es werden kleine, rote und rundliche, glatte, 10–12 Millimeter große Beeren mit Perianthresten gebildet, die bis zu 2 (4) Samen enthalten. Die Früchte stehen noch lange an der Pflanze.
Die Chromosomenzahl beträgt 2n = 40.

## Giftigkeit
Der Stechende Mäusedorn gilt als wenig giftig bis giftig; giftig sind die Beeren.
Hauptwirkstoffe sind die  in den Beeren enthaltenen Saponine, besonders Ruscogenin.
Vergiftungserscheinungen: Bei Kindern sind nach der Einnahme der Beeren gastrointestinale Symptome z. T. mit Somnolenz aufgetreten. Solche Beobachtungen wurden besonders in Frankreich und in der Schweiz gemacht.

## Vorkommen
Der weitverbreitete Stechende Mäusedorn ist ein typisches mediterranes und pontisches Florenelement. Er ist in Südeuropa von Spanien bis Südrussland heimisch, strahlt im Westen bis England, im Osten bis Ungarn und Rumänien aus. Außerhalb von Europa findet er sich in Nordafrika und Vorderasien. Der Stechende Mäusedorn ist aber auch am südlichen Fuß der Alpen, im Wallis, Tessin und Südtirol anzufinden. In Deutschland und Österreich ist er nicht heimisch.
Die xerophile Pflanze gedeiht meist an warmen, trockenen, steinigen Hänge in Gebüschen und Wäldern, gelegentlich findet sie sich in Höhenlagen von bis zu 1000 Metern. Auf steinigem Untergrund bildet er in Eichen- und Buchenwäldern sowie Hopfenbuchenbeständen im Süden Unterholz. In kühlen Lagen kann sich die Pflanze nur im Schutz anderer Pflanzen halten, in offener Vegetation erfriert sie dort schnell.
Die ökologischen Zeigerwerte nach Landolt et al. 2010 sind in der Schweiz: Feuchtezahl F = 2+ (frisch), Lichtzahl L = 2 (schattig), Reaktionszahl R = 4 (neutral bis basisch), Temperaturzahl T = 4+ (warm-kollin), Nährstoffzahl N = 2 (nährstoffarm), Kontinentalitätszahl K = 1 (ozeanisch).

## Systematik
Die Erstveröffentlichung von Ruscus aculeatus erfolgte durch Carl von Linné.
Das Artepitheton aculeatus bedeutet „stachelig, scharf“ und verweist auf die stachelspitzigen Phyllokladien. Es wurden diverse Varietäten bzw. Unterart beschrieben (barrelieri, burgitensis, laxus), die aber heutzutage meist als Standortformen verworfen werden.

## Verwendung

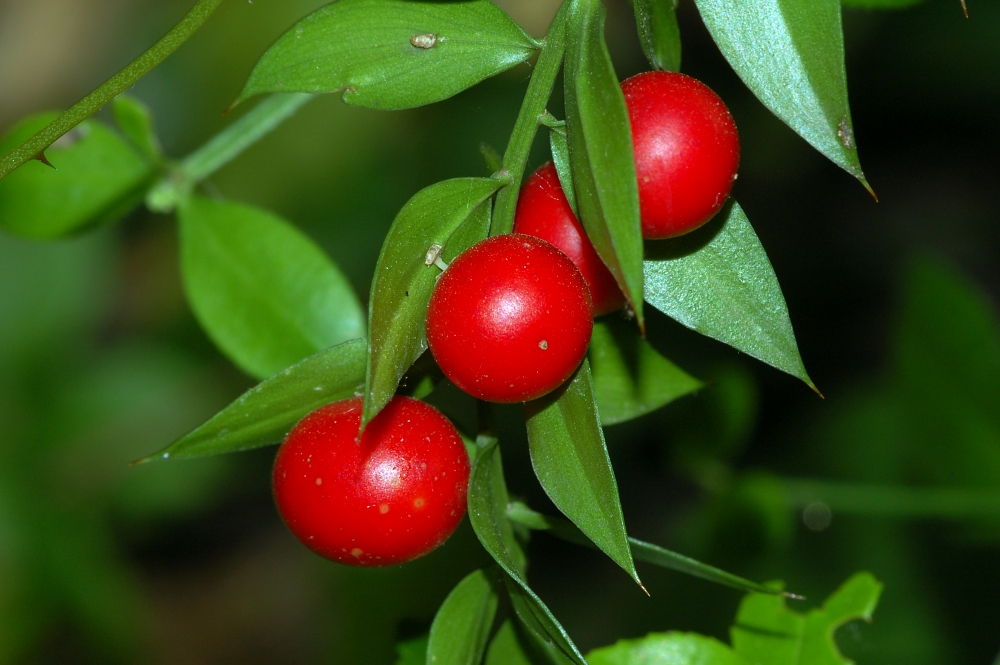
Beeren

Der Stechende Mäusedorn war (lateinisch überliefert als bruscum, auch bruscus) bereits Plinius dem Älteren (Naturalis historia 16,68 f.) als Nahrungsmittel und Spargelersatz bekannt, auch im Tessin wurden die Triebe noch in der Neuzeit gegessen. Aus den Zweigen machte man Besen.
Der Stechende Mäusedorn wurde in Deutschland im Winter seiner dekorativen Wirkung wegen gern in Gestecken verwendet, in Südtirol fand er als Grabeinfassung Gebrauch.

## Arzneipflanze
Als Heildroge dienen die getrockneten unterirdischen Organe.
Der Stechende Mäusedorn wurde zur Arzneipflanze des Jahres 2002 gekürt.
Wirkstoffe: Steroid-Saponine Ruscin und Ruscosid  mit den Aglyka Neoruscogenin und Ruscogenin (als Ruscogenine bezeichnet), Triterpene und wenig ätherisches Öl.
Anwendung:
Den Ruscogeninen werden kapillarabdichtende, den Venentonus erhöhende, entzündungshemmende und entwässernde Eigenschaften zugeschrieben.
Die Droge selbst ist nicht gebräuchlich, aber zahlreiche Fertigpräparate enthalten standardisierte Extrakte oder isolierte Ruscogenine. Man verwendet sie zur unterstützenden Therapie bei chronisch venöser Insuffizienz mit Schmerzen und Schweregefühl in den Beinen, Schwellungen, Juckreiz und nächtlichen Wadenkrämpfen, sowie bei Beschwerden durch Hämorrhoiden.